# Гулюково (Татарстан)
Гулюково (тат. Гөлек) — село в Мензелинском районе Республики Татарстан. Входит в состав Урусовского сельского поселения.

## География
Расположено на реке Тиргауш, в 16 км к северо-западу от города Мензелинска.

## История
Окрестности села были обитаемы в эпохи неолита, бронзового и железного веков, о чём свидетельствуют археологические памятники: Гулюковская стоянка (эпоха неолита и поздней бронзы), Гулюковские селища I, II, III, IV (пьяноборская и ананьинская культуры).
Село было основано в конце XVII века.
Жители относились к сословиям башкир-вотчинников и тептярей. Основные занятия жителей в этот период – земледелие и скотоводство, были распространены пчеловодство, изготовление телег и саней, подёнщина на камских пристанях.
В «Списке населенных мест по сведениям 1870 года», изданном в 1877 году, населённый пункт упомянут как деревня Кулюкова (Гулюкова) 5-го стана Мензелинского уезда Уфимской губернии. Располагалась при речке Тергауше, по правую сторону почтового тракта из Мензелинска в Елабугу, в 12 верстах от уездного города Мензелинска и в 5 верстах от становой квартиры в деревне Кузекеева (Кускеева). В деревне, в 209 дворах жили 1073 человека (552 мужчины и 521 женщина, башкиры, тептяри), были мечеть (известна с конца XVIII в.), училище (мектеб с 1854 г.), 2 водяные мельницы. Жители занимались земледелием, скотоводством, пчеловодством, деланием телег и саней, плетением лаптей.
По сведениям переписи 1897 года, в деревне Кулюково (Гулюкова) Мензелинского уезда Уфимской губернии проживали 1708 человек (894 мужчины, 814 женщин), из них 1701 мусульманин.
В начале XX века в селе действовали 2 мечети, 2 мектеба, кузница, 4 мелочные, бакалейные и мануфактурные лавки. В этот период совокупный земельный надел сельской общины составлял 4535 десятин.
До 1920 года деревня входила в состав Кузкеевской волости Мензелинского уезда Уфимской губернии. С 1920 года в составе Мензелинского кантона ТАССР. С 10 августа 1930 года в Мензелинском районе.
В 1929 году в деревне был организован колхоз «Кызыл юл». В 1930 году вновь организовали коллективное хозяйство и назвали его колхозом им. Калинина. С 2003 года село в составе общества с ограниченной ответственностью «Вахитово», с 2015 года – общества с ограниченной ответственностью «Органик Групп».

## Население
| 1795 | 1859 | 1870 | 1897 | 1906 | 1913 | 1926 | 1938 | 1949 | 1958 | 1970 | 1979 | 1989 | 2002 | 2010 | 2017 |
| ---- | ---- | ---- | ---- | ---- | ---- | ---- | ---- | ---- | ---- | ---- | ---- | ---- | ---- | ---- | ---- |
| 391  | 1067 | 1073 | 1708 | 1915 | 2138 | 1339 | 1380 | 957  | 850  | 841  | 693  | 436  | 379  | 374  | 354  |

Национальный состав села — татары.

## Экономика
Жители села занимаются полеводством, мясо-молочным скотоводством.

## Инфраструктура
В селе действуют клуб (с 1937 г.), библиотека, фельдшерско-акушерский пункт.

## Религия
Мечеть (с 2003 г.).